# Belgische wetgevende verkiezingen 1902
Op zondag 25 mei 1902 werden wetgevende verkiezingen gehouden in België.
85 van de 166 zetels in de Kamer van volksvertegenwoordigers waren te verkiezen, namelijk deze in de provincies Antwerpen, Brabant, Luxemburg, Namen en West-Vlaanderen. Naast deze gewone gedeeltelijke verkiezingen vonden ook buitengewone verkiezingen plaats voor telkens één zetel (zes in totaal) in Gent-Eeklo, Aalst, Zinnik, Charleroi, Luik en Verviers ten gevolge van een toename van het aantal volksvertegenwoordigers na de volkstelling. Het totaal aantal volksvertegenwoordigers steeg van 152 (in 1900) naar 166.
Ongeveer een maand voor deze verkiezingen vond een algemene staking plaats, met het oog op de hervorming van het kiesrecht, meer bepaald de afschaffing van het meervoudig stemrecht. Het doel werd echter niet bereikt; de katholieken, die tegen hervorming waren, wisten zelfs hun meerderheid in de Kamer te versterken.

## Uitslag
|  | Partij        | Zetels | Stemmen   | Percentage |
|  | ------------- | ------ | --------- | ---------- |
|  | Katholieken   | 54     | 596.382   | 56,00%     |
|  | Liberalen     | 20     | 266.891   | 25,06%     |
|  | Socialisten   | 10     | 159.370   | 14,97%     |
|  | christ democr | 1      | 26435     | 2,48%      |
|  | Onafh.        | -      | 9821      | 0,92%      |
|  | Handelaars    | -      | 6027      | 0,57%      |
|  | Totaal        | 85     | 1.064.926 | 100%       |

De nieuwe zetels werden als volgt verdeeld:
- In Aalst won katholiek Paul Piéraert.
- In Gent-Eeklo won katholiek Auguste Huyshauwer. Liberaal De Bast en socialist Hardyns verloren.
- In Zinnik won socialist René Branquart.
- In Charleroi won socialist Ferdinand Cavrot.
- In Luik won socialist Samuel Donnay.
- In Verviers won katholiek Raymond de Biolley.